# Палеогенетика
Палеогенетика — галузь генетики, спрямована на розв'язання проблем палеонтології. Звичайно стосується вивчення еволюції з використанням даних щодо давньої ДНК.
Термін «палеогенетика» запропонували в 1963 р. Еміль Цукеркандл і хімік Лайнус Полінг, а «хрещеним батьком» нової дисципліни став біолог Сванте Паабо.

## Історія
Молекулярно-генетичні дослідження стародавньої ДНК почалися в середині 80-х років XX ст. одночасно у двох різних лабораторіях — у Швеції (С. Паабо) і США (А. Вілсон). Саме тоді дійшли висновку, що методи роботи з сучасною ДНК можуть підходити для тих молекул нуклеїнових кислот, які збереглися після природної смерті, хоча скам'янілості, мумії, стародавні залишки рослин використовувалися дослідниками до того часу вже десятки років. Багато зниклих таксонів були результатом еволюції цілих екосистем, що не збереглися до наших днів. Тому вони представляють унікальний природний експеримент, який неможливо повторити, а стародавня, або «викопна» ДНК — джерело загубленої генетичної інформації, корисної для реконструкції їх еволюційного шляху і збереження біот, що залишилася.
Успіхи в екстрагуванні стародавньої ДНК зі шкіри музейних експонатів, єгипетських мумій, кісток і тканин з поховань людини, а також з міоценової магнолії та плейстоценового насіння рослин відкрили перспективу читання послідовностей ДНК вимерлих видів. Вважається, що вік найстарішої ДНК, яка вилучена з довгоносиків (Nemonichidae, Coleoptera), становить близько 130 млн років, тобто вона вдвічі старша за динозаврів, зниклих 65 млн років тому. Звернутися до нового об'єкту досліджень — викопних решток тварин і рослин — дозволило вдосконалення методів молекулярної біології й насамперед ПЛР, яка може виявити та ампліфікувати єдину копію ДНК.
Вивчення збережених в часі макромолекул забезпечило доступ до доісторичної генетичної інформації і дозволило дослідити молекулярну еволюцію в режимі реального часу, не екстраполюючи через ДНК нинішніх організмів. Спочатку дослідження викопного матеріалу були сфокусовані на мтДНК (для ідентифікації видів і рас, реконструкції матріархальних зв'язків, вивчення «мітохондріальних» хвороб тощо), що пояснювалося як досить великим числом її копій, так і кращим використанням в систематиці й популяційних дослідженнях. Пізніше стали використовувати послідовності яДНК, що швидко еволюціонують (такі, як мікросателіти).

## Складнощі, пов'язані зі збереженням ДНК у викопних рештках
Стабільність біомолекул в часі істотно варіює. Біологічні молекули зазнають драматичні постмортальні зміни навіть у тих випадках, коли тіла організмів збереглися відносно добре. В умовах, близьких до фізіологічних, ймовірність збереження ДНК незначна, ця молекула надзвичайно сприйнятлива до окислювальних і гідролітичних пошкоджень, будь-які зміни структури швидко її дестабілізують, утворюючи однониткові розриви. Тому безпосередньо після смерті клітини молекули ДНК починають швидко розпадатися, і цей процес починається з автолізу. Якщо біологічні молекули збереглися протягом геологічного періоду часу, значить вони опинилися поза фізіологічних умов відразу після біологічної смерті клітини і в цих умовах залишалися до їх виявлення. Водночас молекули мали бути захищені і від нефізіологічного впливу, наприклад спеки, тиску і т. д.. Процес руйнування ДНК істотно сповільнюється в анаеробних умовах (асфальтові відкладення, бурштин), за відсутності вологи (аридні зони), при низьких температурах (вічна мерзлота) і зниженій кислотності (кислі джерела), високій іонній силі навколишнього середовища: (солоні водойми, вапняні відкладення).

## Методи одержання вихідного матеріалу
Найбільш часто для отримання стародавньої ДНК користуються двома методами: традиційним фенольно-детергентним, що включає обробку протеїназою К, і з двоокисом кремнію. Недоліком першого методу є багатоетапність і можливість паралельного виділення інгібіторів. Другий метод значно простіший, він ефективно видаляє інгібітори, хоча менш успішний щодо вилучення ДНК.

## Основні напрямки сучасних палеогенетичних досліджень
- Систематичні, еволюційні та популяційні дослідження тварин.
- Географічне походження сучасних популяцій диких і домашніх тварин.
- Філогенетичні зв'язки неандертальця з сучасною людиною.
- Дослідження генофонду стародавнього населення Землі.
- Таксономічна ідентифікація та палеонтологічні реконструкції.
- Мікробіологічні дослідження палеонтологічних і археологічних знахідок.
- Стародавня ДНК та гуманітарні проблеми.

## Деякі досягнення палеогенетики
Методи палеогенетичних досліджень продовжують розвиватися з вражаючою швидкістю. Ще недавно здавалося, що вже до кісток старше 100 тисяч років палеогенетика точно ніколи не добереться. Але ось і цей рубіж подолано: описано фрагменти ДНК тварин і рослин з вічної мерзлоти віком до 800 тисяч років і навіть повний ядерний геном викопного коня віком 560–780 тисяч років, теж з вічної мерзлоти.
У вересні 2013 р. був опублікований повний мітохондріальний геном печерного ведмедя з Сіма де лос Уесос, що жив близько 400 тис. років тому. Тим самим було доведено, що ДНК може зберігатися сотні тисячоліть не тільки у вічній мерзлоті.
Новітні методи палеогенетики дозволили реконструювати мітохондріальний геном людини, що жила 400 тисяч років тому в печері Сіма де лос Уесос на півночі Іспанії. Це рекордна старовина: досі не вдавалося отримати ДНК з людських кісток старше 100 тисяч років. Стародавніх європейців з Сіма де лос Уесос зазвичай відносять до виду Homo heidelbergensis і вважають предками неандертальців, оскільки у них є ряд специфічних неандертальських ознак. Однак ДНК, виділена зі стегнової кістки, виявилася більш схожа з мітохондріальними геномами людей з Денисової печери, ніж з неандертальськими. Одне з можливих пояснень полягає в тому, що споріднені архаїчні варіанти мтДНК проникли в популяції предків неандертальців і денисовців в результаті схрещування з реліктовими місцевими племенами людини прямоходячої.
Американські та німецькі палеогенетики з'ясували, що частота народження неандертальських аллелей в хромосомах 1004 сучасних людей з різних континентів знижена у функціонально важливих ділянках геному і в Х-хромосомі, а також у генах, що працюють в насінниках. Це означає, що багато неандертальських генів, що потрапили до генофонду сапієнсів в результаті гібридизації, виявилися шкідливими для наших предків і поступово відбраковуються добором у наступні епохи.

## Ресурси Інтернету
- Paläogenetik — Erbgut des Neandertalers soll entschlüsselt werden. // Süddeutsche Zeitung, Ausgabe vom 20. Juli 2006
- Марков А. Прочтен митохондриальный геном гейдельбергского человека: предки неандертальцев оказались родственниками денисовцев по материнской линии